# Gino Rossi (bobsleeër)
Gino Rossi was een Italiaans bobsleeër, die actief was in de jaren 1920-1930. Hij won de gouden medaille in de vier-mans wedstrijd bij de eerste Wereldkampioenschappen bobsleeën in Montreux, Zwitserland bij het Caux-sur-Montreuxhotel in 1930.